# فاسيل كينيما
نادي فاسيل كينيما (بالأمهرية: ፋሲል ከነማ ስፖርት ክለብ)‏ هو نادي كرة قدم إثيوبي يلعب في الدوري الإثيوبي الممتاز، تأسس عام 1968 وفاز بأول لقب دوري له في موسم 2020-2021.